# タワーズワトソン
タワーズワトソン（英: Towers Watson）は、ニューヨークに本社を置く、グローバルコンサルティングファームである。

## 概要
ワトソンワイアットとタワーズペリンの合併により2010年1月に設立。
全世界に14,000人の社員を擁し、報酬制度、福利厚生制度、タレントマネジメント、リスク及び資本管理の分野におけるソリューションを提供している。